# Simochromis diagramma
Simochromis diagramma – gatunek słodkowodnej ryby okoniokształtnej z rodziny pielęgnicowatych (Cichlidae); jedyny przedstawiciel rodzaju Simochromis. Hodowany w akwariach.

## Występowanie
Gatunek ten jest endemitem jeziora Tanganika w Afryce Wschodniej; jest także spotykany w delcie uchodzącej do niego rzeki Malagarasi oraz w odcinku wypływającej z jeziora rzeki Lukuga – do katarakt Kisimba-Kilia. Występuje pojedynczo lub w stadach, najczęściej na głębokościach do 5 m i nigdy powyżej 10 m.

## Opis
Długość ciała do 19,5 cm. Żywi się algami, okrzemkami i bakteriami.